# Taras Katscharaba
Taras Iwanowytsch Katscharaba (ukrainisch Тарас Іванович Качараба; * 7. Januar 1995 in Schydatschiw) ist ein ukrainischer Fußballspieler.

## Karriere

### Vereine
Katscharaba begann etwa 52 Kilometer nördlich von seinem Geburtsort in der Oblasthauptstadt Lwiw beim dort ansässigen UFK Lviv mit dem Fußballspielen. Nach Donezk in den Osten des Landes gelangt, spielte er zwei Jahre lang für Schachtar Donezk, jeweils ein Jahr für die dritte und zweite Mannschaft. Über ein Leihgeschäft gelangte er erneut in den Westen des Landes und kam in Uschhorod für den dort ansässigen Howerla Uschhorod in der Saison 2014/15 in der Premjer-Liha, der höchsten Spielklasse im ukrainischen Fußball, zum Einsatz. Nach dem Ende der Leihfrist zur zweiten Mannschaft von Schachtar Donezk zurückgekehrt, spielte er für diese von 2015 bis 2017, bevor er vom 10. Juli bis 31. Dezember 2017 an den FK Sirka Kropywnyzkyj abgegeben, für diesen Punktspiele bestritt. Nach seiner Rückkehr zur zweiten Mannschaft von Schachtar Donezk vergingen weitere zwei Monate, bevor er erneut abgegeben wurde – diesmal an den tschechischen Verein Slovan Liberec. Für den Verein bestritt er acht Punktspiele in der Rückrunde der Saison 2017/18 und 31 Punktspiele in der Saison 2018/19, in der er ein Tor erzielte. Ab der Saison 2019/20 stand er fest in Liberec unter Vertrag – insgesamt 41 Mal spielte er in Folge in der Liga. Über eine Leihgebühr, die der Ligakonkurrent Slavia Prag an Slovan Liberec überwies, spielte Katscharaba für diesen zunächst vom 6. Januar bis 31. Dezember 2021, bevor er ab dem 1. Januar 2022 als Vertragsspieler dauerhaft (bis 31. Dezember 2024) an den Verein gebunden wurde. In dieser Zeit gewann er 2021 mit seiner Mannschaft das Double, die Meisterschaft – unbezwungen und mit zwölf Punkten Vorsprung auf den Stadt- und Ligarivalen Sparta Prag – am 29. Mai und den nationalen Vereinspokal, der am 20. Mai mit dem 2:0-Sieg über Viktoria Pilsen errungen wurde.
Im Februar 2024 wechselte Katscharaba zum slowakischen Erstligisten DAC Dunajská Streda.

### Nationalmannschaft
Katscharaba debütierte als Nationalspieler für die U16-Nationalmannschaft, die am 19. Juni 2011 mit 3:0 über die U16-Nationalmannschaft Russlands das in Freundschaft ausgetragene Länderspiel gewann. Danach kam er für die Nachwuchsnationalmannschaften der Altersklassen U17, U18, U19, U20 und U21 zu insgesamt 42 Länderspielen zum Einsatz, wobei ihm am 11. Januar 2013 in Sankt Petersburg bei der 1:4-Niederlage gegen die U18-Nationalmannschaft Russlands mit dem Treffer zum Endstand in der Nachspielzeit sein einziges Tor gelang. Für die A-Nationalmannschaft debütierte er am 8. September 2021 in der Doosan Arena von Pilsen beim 1:1-Unentschieden gegen die A-Nationalmannschaft Tschechiens.

## Erfolge
- Tschechischer Meister: 2021
- Tschechischer-Fußballpokal-Sieger: 2021